# Фрідріх III фон Саарверден
Фрідріх III фон Саарверден (нім. Friedrich III. von Saarwerden; бл. 1348 — 9 квітня 1414) — церковний і державний діяч Священної Римської імперії, 45-й архієпископ Кельна-курфюрст і 17-й герцог Вестфалії в 1370—1414 роках.

## Життєпис

### Молоді роки
Походив зі шляхетського роду Саарверден. Старший син графа Йоганна II фон Саарверден, і Клари фон Фінстінген. Народився близько 1348 року в родинному замку Саарверден. У 10 років Фрідріх був призначений до церковної кар'єри, тому його відправили на виховання до вуйка Куно II фон Фолкенштайна, архієпископа Тріра. 1366 року, коли останній став коад'ютором Кельнського архієпископа-курфюрста Енгельберта III де ла Марка, то поставив за мету зробити Фрідріха наступним очільником Кельнської єпархії. Фрідріха було призначено подестою церкви Св. МАрії-ад-Градус і каноніком Кельнського собору. В цей час він сам вивчав канонічне право в Болонському університеті.
1368 року після смерті Енгельберта III, Куно II фон Фолкенштайн намагався домогтися від кельнського капітулу обрання новим архієпископом Фрідріха. Але це протирічило закону, оскільки той не досяг певного віку (30 років). Спроба знайти підтримки при Папському престолі також виявилася марною, оскільки папа римський Урбан V відхилив пропозицію Куно II фон Фолкенштайна. При цьому останній став адміністратором Кельнського архієпископства. Також проти кандидатури Фрідріха виступив імператор Карл IV Люксембург. Тому папа римський запропонував Куно II стати самому архієпископом Кельна, поступившись Трірською кафедрою на користь Йоганна Люксембург-Ліньї, родича імператора, єпископа Страсбурга, а Страсбурзьку єпархію передати Фрідріхові фон Саарвердену. Втім цю пропозицію Куно II фон Фолкенштайн відхилив. Тоді останнього 1369 року було призначено апостольським вікарієм в Кельні, а 1370 року — апостольским адміністратором з можливістю продовження перебування на посаді ще на 2 роки.
Втім влітку 1370 року Куно II фон Фолкенштайн провів нові вибори архієпископа Кельна, де одностайно переміг Фрідріх. Невдовзі він вирушив до папської курії в Авіньйоні, де переконав Урбана V затвердити себе на посаді в обмін на сплату 120 тис. золотих гульденів протягом 6 років (тоді як звичайний щорічний платіж Кельнської єпархії складав 10 тис. золотих гульденів). 1371 року повернувся до Кельна, де затвердив усі розпорядження Куно II фон Фолкенштайна в 1368—1370 роках. У 1371—1372 роках відбулося отримання регалій від імператора Карла IV як курфюрства Кельна і герцога Вестфалії відповідно. 1372 року Фрідріх III фон Саарверден затвердив попередні права міста Кельн.

### Архієпископ-курфюрст

#### Початок
Новий архієпископ опинився в складній ситуації: борг єпархії складав 474 тис. гульденів, до чого додалися його власні зобов'язання перед папою римським, у випадку не виконання яких міг втратити сан і посаду. Також частина володінь на заході перейшли у власність до Адольфа I, графа Клеве, інша перебувала в заставі Куно II фон Фолкенштайна. Основну увагу приділив фінансовим питанням, запровадивши посаду рентмайстера, як головного фінансиста. Було розділено фінансову і військову адміністрацію.
У 1371 році, скориставшись тим, що Адольф Клевський був втягнутий у війну за Гельдернську спадщину та мав численні борги, Фрідріх III фон Саарверден розпочав перемовини про повернення володіння Райнберг з митницею, що приносила дохід в 10 тис. золотих гульденів. 1372 року було укладено договір про повернення Райнбергу в обмін на 55 тис. золотих гульденів і щорічну сплату в 2 тис. золотих гульденів. Ці гроші Фрідріх III взяв у борг насамперед у Куно II, архієпископа Тріра, — 52 тис. золотих гульденів в обмін на половину рейнокругу Бонн.
1372 року втрутився у боротьбу в графстві Нойєнар, завдяки чому змусив претендента на графство Йоганна фон Саффенберга викупити його та передати архієпископу замок Нойєнар. Також кельнськими військами було зайнято панство Розберг. Водночас отримав посаду імператорського вікарія.
Іншою проблемою була самостійність міста Нойс, що фактично перестало коритися Кельнським аріхєпископам з 1362 року. Для ослаблення магистрату Фрідріх III фон Саарверден переніс рейнську митницю з Нойса до Зонсу, який 1373 року отримав статус міста. Для його захисту архієпископ звів замок Фрідестром.
1373 року після сплати всіх грошей Райнберг повернувся до складу Кельнського курфюрства. Того ж року втрутився з боротьбу за панство Гельпенштайн. 1374 року взяв додатковий кредит в кельнського духовенства, ломбардських банкірів, кельнських юдеїв, міста Любек. Разом з тим завдяки енергійним діям архієпископа вдалося збільшити надходження з митниць в Нойсі, Бонні і Лінці. Втім найбільшу допомогу йому надавав вуйко Куно II — його позики були безвідсотковими.
1374 року доклав зусиль для розпалювання так званої війни шеффенів в Кельні, з метою послаблення місцевого магистрату. За підтримки імператора Карла IV вдалося позбавити Кельн уіх привілеїв в імперії, що ще більше розбурхало протистояння. Того ж року впровадив посаду генерального вікарія в Кельнській єпархії, який став допомагати архієпископу в церковних справах.
1375 року папа римський Григорій XI позбавив Фрідріха III посади через те, що той практично нічого не сплатив до курії з обіцяних грошей. Але архієпископ отримав підтримку власного духовенства, яке було невдоволене політикою Папського престолу в Авіньйоні.
1376 року підтримав сина імператора Карла IV — Венцеля — римським королем, за що отримав від 40 до 50 тис. золотих гульденів. Ними Фрідріх III фон Саарверден погасив борги перед Куно II фон Фолкенштайном, також повернув заклад в останнього.
1377 року домовився з папою римським про плату одночасно 30 тис. гульденів в обмін на скасування подальших вимог та зняття відлучення. Але Фрідріх III фон Саарверден знову нічого не заплатив. Ситуацію врятувала Західна схизма, що почалася 1379 року. Разом з королем Німеччини Венцелем архієпископ Кельна підтримав папу римського Урбана VI, що перебував у Римі, проти антипапи Климента VII з Авіньйону. На дяку за це Урбан VI звільнив Фрідріха III фон Саарвердена від сплати 120 тис. золотих гульденів та призначив пожиттєво своїм легатом в Німеччині. Втім в подальшому в умовах розгортання схизми заборонив публікувати папські листи до перегляду його канцелярії, завдяки чому Папський престол не зміг безпосередньо спілкуватися з духовенством та мирянами.
Водночас діяв на інших напрямках. 1377 року за підтримки патриціату відновив владу в Нойсі. Натомість допоміг міському патрциіату приборкати «молоді цехи». Але підкорити Кельн своїй владі не вдалося, внаслідок чого Війна шеффенів, що тривала з 1374 року завершилася визнанням статус-кво. Разом з тим 1377 року почав війну проти Енгельберта III, графа Марку, до якого на боці останнього 1378 року приєдналися Адольф I, граф Клеве, і Йоганн I, граф Нассау. Приводом був перехід графства Арнсберг у власність архієпископа Кельнського як герцога Вестфалії. Причина полягала в бажанні Фрідріха III фон Саарвердена посилити владу в Вестфалії та відновити церковну владу в графстві Марк, насамперед в місті Бохум. 1378 року остаточно закріпив за архієпископством володіння панством Гельпенштайн.
1379 року передав села Мерзеніх і Гірбельсрат та 6 тис. золотих гульденів Вільгельму І, герцогу Гельдерна і Юліха, в обмін на невтручання того раніше в справу графства Нойєнар.

#### Розвиток і розширення володінь
В результаті до 1381 року він сплатив більшість боргів, повернув усі володіння. 1381 року замирився з графами Марку і Клеве, за яким архієпископ отримав права в місті Зіген в графстві Нассау, містах Бохум, Хаген та Швельм в графстві Марк. Після цього спрямував зусилля на захист кордонів архієпископства Кельнського і герцогства Вестфальського, відновивши або розширивши замки (укріплення) в містах Кемпен, Лідберг, Гюльхрат, Лінн, Зонс і Цюльпіх, Ксантен. Навіть зміг придбати витвори мистецтва для себе та Кельнського собору.
Також було завершено адміністративну реформу, розпочату за Вальрама фон Юліха. Було створено раду як політичний орган управління. В Поппельсдорфі було створено архів архієпископа. Завершено організацію управлінського апарату, який складався з 5 секретарів, 3 з яких постійно супроводжували Фрідріха III фон Саарвердена, а 2 інші працювали в архіві.
1385 року заволодів містом Лінн з округою, домовившись з господарем Генріхом фон Стрюнеке про сплату 20 тис. золотих гульденів і щорічну ренту в 2 тис. золотих гульденів, але не сплатив (лише 1388 року сплатив 4 тис. гульденів). 1388 року підтвердив союз з герцогством Гельдерн. Того ж року спільно з Енгельбертом III, графом Марку, виступив проти імперського міста Дортмунд, на яке мав права Кельнський архієпископ. Бойові дії тривали до 1389 року, але не принесли успіху Фрідріху III фон Саарвердену.
1390 року продав Дортмунду право на самостійність. 1391 року почався конфлікт з Адольфом I, графом Клеве, через місто Лінн. До війни приєднався Енгельберт III, граф Марку, але після смерті того в грудні 1391 року почалися перемовини, що завершилися в квітні 1392 року. Архієпископство отримувало місто Лінн в обмін на місто Рес, а місто Ксантен опинилося у спільному володінні.
1393 року повернув панство Розберг. Того ж року містяни Кельна захопили абатство Дойц, яке було відвойовано 1396 року. 1397 року за новою угодою з Вільгельмом І, герцогом Гельдерна і Юліх, поділив з останнім місто Цюльпіх. 1399 року надав церквам і монастирям Кельна нові статути.
1400 року під час обрання короля Німеччини підтримав кандидатуру Рупрехта III Віттельсбаха, курфюрста Пфальца, якого коронував у Кельні. 1402 року уклав договір з новим герцогом Гельдерн-Юліха Рейнальдом IV, за яким отримав Цюльпіх. 1409 року Фрідріх III фон Саарверден новою угодою з герцогом Гельдерн-Юліху затвердив за собою Цюльпіх з 4 навколишніми селами в обмін на сплату 7 тис. золотих гульденів. Того ж року підтримав проведення пізанського собору як захід подолання схизми.
1410 року під час виборів нового короля Німеччини підтримав кандидатуру Сигізмунда Люксембурга. Підтримав скликання Констанцького собору 1414 року, але помер в Бонні ще до його початку. Поховано в каплиці Св. Марії Кельнського собору. На момент смерті за деякими відомостями скарбниця архієпископства складала близько 300 тис. золотих гульденів.